# Cholanino
Cholanino (biał. Халяніна, ros. Холянино) – wieś na Białorusi, w obwodzie mińskim, w rejonie wilejskim, w sielsowiecie Osipowicze.

## Historia
W czasach zaborów zaścianek w gminie Wilejka, w powiecie wilejskim, w guberni wileńskiej Imperium Rosyjskiego
W latach 1921–1945 zaścianek a następnie wieś leżała w Polsce, w województwie wileńskim, w powiecie wilejskim, w gminie Kołowicze (do 1929 gmina Wilejka).
Według Powszechnego Spisu Ludności z 1921 roku zamieszkiwało tu 37 osób, 1 była wyznania rzymskokatolickiego a 36 prawosławnego. Jednocześnie 21 mieszkańców zadeklarowało polską a 16 białoruską przynależność narodową. Było tu 5 budynków mieszkalnych. W 1931 w 6 domach zamieszkiwało 41 osób.
Wierni należeli do parafii prawosławnej w Hanucie. Miejscowość podlegała pod Sąd Grodzki w Wilejce i Okręgowy w Wilnie; właściwy urząd pocztowy mieścił się w Wilejce.
W wyniku napaści ZSRR na Polskę we wrześniu 1939 miejscowość znalazła się pod okupacją sowiecką. 2 listopada została włączona do Białoruskiej SRR. Od czerwca 1941 roku pod okupacją niemiecką. W 1944 miejscowość została ponownie zajęta przez wojska sowieckie i włączona do Białoruskiej SRR.
Od 1991 roku w składzie niepodległej Białorusi.